# Góry Grybowskie
Góry Grybowskie – najdalej wysunięte na zachód pasmo górskie Beskidu Niskiego, położone pomiędzy Kotliną Sądecką a Górami Hańczowskimi. Zachodnią granicą jest dolina Kamienicy Nawojowskiej (droga Krynica-Zdrój – Nowy Sącz), natomiast wschodnią granicą jest dolina Ropy.
Najwyższe szczyty i pasma górskie:
- Jaworze (882 lub 880 m n.p.m.)
- Chełm (779 m n.p.m.)
- Lisia Góra (562 m n.p.m.)
- Maślana Góra (753 m n.p.m.)
- Jelenia Góra (684 m n.p.m.)

Masyw Koziego Żebra – Czerszli – Kopca:
- Kozie Żebro (lub Kocie Żebro, 888 m n.p.m.) (położenie 49°32′45″N 20°52′03″E/49,545833 20,867500)
- Czerszla (lub Tokarnia, 877 m n.p.m.)  (położenie 49°32′31″N 20°53′13″E/49,541944 20,886944)
- Kopiec (864 lub 870 m n.p.m.) (położenie 49°32′22″N 20°54′06″E/49,539444 20,901667)
- Sapalska Góra (831 m n.p.m.) (położenie 49°32′53″N 20°50′21″E/49,548056 20,839167)
- Tokarnia (lub Terepackie Wyżne, 828 lub 830 m n.p.m.)  (położenie 49°32′45″N 20°52′03″E/49,545833 20,867500)
- Jaworzyna (822 m n.p.m.)   (położenie 49°32′58″N 20°51′18″E/49,549444 20,855000)
- 2 szczyty o tej samej nazwie Ubocz (lub Ubocza, 815 lub 820 m n.p.m.) (położenie 49°32′42″N 20°55′55″E/49,545000 20,931944) oraz Ubocz (nad Kamianną) (703 m n.p.m.) (położenie 49°31′38″N 20°56′47″E/49,527222 20,946389)